# Antoine Reboulot
Antoine Reboulot, né à Decize le 17 décembre 1914 et mort à Montréal le 11 juillet 2002 est un organiste, pianiste, improvisateur, conférencier, professeur et compositeur québécois d'origine française.

## Biographie
Aveugle de naissance, il a été l’élève d’André Marchal à l’Institut national des jeunes aveugles, à Paris. Par la suite, il a étudié au Conservatoire de Paris auprès de Marcel Dupré (orgue et improvisation), Henri Büsser (composition), Georges Caussade et Simone Plé (contrepoint et fugue). Titulaire de premiers prix d’orgue (1936) et de composition (1937), il remporte, en 1939, le Grand prix d’improvisation et d’exécution de la Société des Amis de l’orgue de France. Il fut successivement Titulaire du grand-orgue de Notre-Dame de la Croix de Ménilmontant, du grand-orgue de la cathédrale de Perpignan, du grand-orgue de Notre-Dame de Versailles, puis, en 1946, il succèda à son maître André Marchal à la tribune des grandes orgues de Saint-Germain-des-Prés à Paris. 
Il s’établit au Québec en 1967 et poursuit une carrière comme organiste, pianiste, improvisateur, conférencier et pédagogue. Antoine Reboulot a enseigné aux Conservatoires de Québec et de Trois-Rivières, à l’Université Laval (Québec), et à la Faculté de musique de l’Université de Montréal comme professeur agrégé. Il obtient la citoyenneté canadienne en 1978.
Parmi ses nombreux élèves, on peut citer : Antoine Bouchard, Victor Bouchard et Renée Morisset, Lise Boucher, Gilles Manny, Jean-Guy Proulx et Sylvain Caron.

## Honneurs
En janvier 1995, il a été fait chevalier de l’Ordre national de la Légion d'honneur pour « services rendus à la musique française à l’étranger ».

## Œuvres
- Noël Bressan, L’Organiste liturgique, vol. 3 (1950)
- Communion pour la Messe de minuit, L’Organiste liturgique, vol. 3 (1950)
- Ricercare, Orgue et liturgie, vol. 5 (1951)
- Terra tremuït, L’Organiste liturgique, vol. 5 (1954)
- Pascha nostrum, L’Organiste liturgique, vol. 5 (1954)
- Cinq pièces liturgiques pour l’office des morts, Introït - Offertoire - Élévation - Communion – Sortie, Orgue et liturgie, vol. 15 (1956)
- Choral orné sur le Pater noster grégorien, L’Organiste liturgique, vol. 25
- Chaconne en rondeau, Orgue et liturgie, vol. 33 (1957)
- Variations sur le nom d’Henri Gagnon, éditions Jacques Ostiguy, (1974, rév. en 1987)
- O Crux Ave pour récitant, orgue, chœur, 2 clarinettes, 1 cor anglais, 3 cors, 3 trompettes et percussions (1979) ; commande de la Société Radio-Canada
- Musiques pour orgue à deux organistes, inédit (1988)
- Cinq Préludes, hommage à Louis Vierne (1992)
- Trio pour violon, violoncelle et piano (1999), créé au Festival de Lanaudière
- Ave maris stella, composé spécialement pour la Nouvelle Méthode de clavier en 4 vol. de Noëlie Pierront et Jean Bonfils, Schola Cantorum.